# Paralimnophila murdunna
Paralimnophila murdunna là một loài ruồi trong họ Limoniidae. Chúng phân bố ở miền Australasia.